# Mazlum Nergiz
Mazlum Nergiz (geb. 1991 in Diyarbakır, Türkei) ist ein deutscher Dramaturg und Autor.

## Leben
Nergiz studierte Kulturanthropologie, Komparatistik und Medienkunst in Berlin und Weimar, bevor er  im Jahr 2021 seinen Masterstudiengang an der Amsterdamse Hogeschool voor de Kunsten abschloss. Seine Abschlussinszenierung, DRIFT, wurde zum Festival Pop-Kultur in Berlin eingeladen. Als Dramaturg wirkte Nergiz am Maxim Gorki Theater, am Schauspiel Hannover (Spielzeit 2019/20 bis 2022/23) und am Theater Rotterdam. Seit der Spielzeit 2023/24 ist er Mitglied der Leitungsgruppe am Schauspielhaus Wien.

## Wirken
Mazlum Nergiz ist für seine intensive und recherchebasierte Arbeitsweise bekannt, die ihn mit namhaften Regisseuren und Autoren wie Sivan Ben Yishai, Marie Bues und Suna Gürler zusammenbrachte. Seine Stücke, insbesondere 1000 Eyes und COMA, welches 2022 das Hans-Gratzer-Stipendium gewann und am Schauspielhaus Wien uraufgeführt wurde, sind von komplexen und multikulturellen Themen geprägt. 1000 Eyes erzählt die Geschichte einer kurdisch-französischen Familie und verknüpft dabei traditionelle Theaterelemente mit überraschenden Wendungen, wie dem Einsatz von Disney-Figuren. Das Stück vereint zeitgenössische Gesellschaftsthemen mit sowohl kritischen als auch unterhaltsamen Elementen. Projekte wie QUEERIOUS — DIE GEBURT DES VULKANS und STÖREN spannen ein breites Spektrum an Themen auf.
Seine Arbeit geht über das Theater hinaus und umfasst auch Prosa, Essays und Drehbücher, wie für den Kurzfilm Ce qui doit arriver, arrivera. Mit dem Buch KOMA, das auf seinem gleichnamigen Theaterstück basiert, veröffentlichte er eine Graphic Novel.

## Hörspiele (Auswahl)
- 2020: Sivan Ben Yishai: Papa liebt dich (Komposition und Regie) – Original-Hörspiel – Deutschlandradio[6]

## Auszeichnungen
- Arbeitsstipendium Literatur des Landes Niedersachsen
- Aufenthaltsstipendium des Berliner Senats
- Hans-Gratzer-Stipendium

## Veröffentlichungen (Auswahl)
- Mazlum Nergiz & Leonie Ott (2023). KOMA. März Verlag. ISBN 375500027X
- Enis Maci & Mazlum Nergiz (2024). Karl May. Edition Suhrkamp. ISBN 351812806X